# Provincia Teruel
Teruel (în aragoneză: Tergüel) este o provincie în Aragon, centrul Spaniei. Capitala este Teruel.'
Se învecinează cu provinciile Tarragona, Castellón, Valencia (incluzând enclava sa Rincón de Ademuz), Cuenca, Guadalajara și Zaragoza. Suprafața provinciei este de 14.809 km². Populația sa este de 134.572 (2018), dintre care aproximativ un sfert locuiesc în capitală, iar densitatea populației sale este de 9,36 / km². Acesta conține 236 de municipalități, dintre care mai mult de jumătate sunt sate sub 200 de persoane.
Limba principală din întreaga provincie este spaniola (cu statut oficial), deși limba catalană este vorbită într-o zonă de nord-est de la granița cu Catalunia.

## Geografie
Această provincie este situată în zona muntoasă Sistema Ibérico. Principalele lanțuri muntoase din provincia Teruel sunt Sierra de la Virgen,  Sierra de Santa Cruz, Sierra de Cucalón, Sierra de San Just, Sierra Carrascosa, Sierra Menera, Sierra Palomera, Sierra de Javalambre, Sierra de Gúdar, Sierra de Albarracín și  Montes Universales, alături de multe altele.

## Depopulare și neglijență
Cea mai mare parte a provinciei Teruel a suferit o depopulare masivă de la mijlocul secolului XX. Această situație este împărtășită cu alte zone din Spania, în special cu cele din apropierea lanțului muntos iberic (o mare parte din provinciile Soria, Guadalajara și Cuenca) și cu alte zone din Aragón.
Exodul din zonele de munte rurale din Teruel a început după Planul general de stabilizare al generalului Franco din 1959. Populația a scăzut abrupt pe măsură ce oamenii migrau spre zonele industriale și marile orașe din Spania, lăsând în urmă satele lor mici, unde condițiile de viață erau adesea dure, cu ierni reci și dotări precare.
În consecință, există multe orașe fantomă în diferite părți ale provinciei. [1]
Un număr mare de orașe supraviețuitoare din provincia Teruel au doar o populație reziduală, care reînvie oarecum în timpul verii, când câțiva locuitori din oraș își petrec vacanța acolo. Alte cauze ale emigrării puternice au fost productivitatea scăzută a practicilor agricole tradiționale, cum ar fi agricultura de ovine și caprine, închiderea minelor, precum marea mină Sierra Menera de lângă Ojos Negros, [2], precum și schimbările de stil de viață care au trecut prin mediul rural din Spania în a doua jumătate a secolului XX. [3]
Mișcarea „Teruel Exists” (spaniolă: Teruel există) a început la începutul secolului XXI. Este o platformă de autorități, instituții și simpatizanți provinciali care încearcă să oprească neglijarea de lungă durată a acestei provincii. [4]

Diviziunile Provinciei Teruel